# 2 Hearts (película)
2 Hearts es una película de drama romántico estadounidense de 2020 dirigida por Lance Hool y protagonizada por Jacob Elordi, Adan Canto, Tiera Skovbye y Radha Mitchell. Marca el primer crédito cinematográfico de Hool como director desde 1999. Está basada en la historia real de Leslie y Jorge Bacardi y Christopher Gregory.  La película se estrenó en cines en Estados Unidos el 16 de octubre de 2020 y recibió críticas generalmente negativas de los críticos.

## Argumento
La película afirma estar basada en una historia real.
Chris, uno de los dos personajes principales, aparece de pie en una playa mirando un yate, cuando de repente avanzamos rápidamente y lo vemos siendo llevado en silla de ruedas a una sala de operaciones. Retrocediendo a una década anterior, a la historia de Jorge, un niño que juega al fútbol, cae inconsciente y luego es sometido a una operación en los pulmones. El médico le dice a sus padres que probablemente no vivirá hasta los 20 años y que no debería esforzarse.
En la universidad, Chris se encuentra con Samantha (Sam) dos veces y comienza a ayudarla con su programa de "compañeros de seguridad". Jorge, que ahora tiene 30 años, conoce a Leslie, una azafata en su vuelo. Es hijo del propietario cubano de la marca de ron Bolívar. Mientras pasa tiempo con Jorge en Hawaii, Leslie le pregunta sobre su tos y su cicatriz y él le cuenta sobre su condición fuera de la pantalla. Más tarde Jorge le propone matrimonio a Leslie.
Chris, antes de tomar su examen de conducir, llena un formulario en el DMV indicando su voluntad de ser donante de órganos. Él le dice a Sam que debe tener una cita con él si pasa el examen, por lo que tienen su primera cita esa noche. Sam conoce a la familia de Chris durante las vacaciones de Pascua. Jorge y Leslie se casan, sin los padres de él, quienes desaprueban que su hijo se case con una estadounidense.
Mientras pasa el rato con Sam y sus dos mejores amigos en el dormitorio, Chris de repente se cae y pierde el conocimiento, y luego lo llevan en silla de ruedas a la sala de operaciones como en la escena inicial. Más tarde, un médico entra en su habitación, donde están presentes los padres y el hermano de Sam y Chris.
Cuando Chris se despierta, le dice a Sam que quiere preguntarle algo y luego vemos su boda. En este punto, Chris, el narrador, menciona que años antes Jorge y Leslie vivieron una vida similar a la de él y Sam pero que había algunas diferencias dolorosas. Se muestra a Leslie llorando junto a una cuna de bebé mientras se muestra a Sam embarazada. Un médico les dice a Jorge y Leslie que no pueden tener hijos. Chris y Sam van juntos a clases de Lamaze, mientras la tos de Jorge empeora. Jorge aparece con un tanque de oxígeno, mientras que Chris y Sam aparecen con su bebé. Un médico les dice a Jorge y Leslie que se ha encontrado un pulmón compatible, por lo que lo llevan en silla de ruedas a cirugía.
Chris es ascendido a teniente bombero y llega a casa para compartir la noticia con Sam y su hijo. Como narrador, dice que eso no es lo que realmente sucedió y la película vuelve a mostrarlo siendo llevado a la sala de operaciones.
Después de realizar numerosas pruebas, el médico informa a la familia de Sam y Chris que ha tenido un aneurisma, pero que se espera que esté bien, ya que su condición no suele ser mortal. Sin embargo, a la mañana siguiente, el médico informa a la familia de Sam y Chris que su condición ha empeorado gravemente y que tiene muerte cerebral. Han encontrado receptores adecuados que necesitan corazón, pulmones, hígado, páncreas, riñones y ojos, que Chris puede donar. Se muestran los receptores de los órganos recibiendo sus llamadas telefónicas. La familia de Chris es recibida por sus amigos, quienes están realizando una vigilia con velas frente al hospital.
Jorge vuelve en sí después del trasplante y pregunta: "¿Quién está aquí respirando por mí?" Leslie responde: "Un ángel, eso es todo lo que conocemos". Luego se muestra el funeral de Chris. Jorge insiste en saber quién fue su donante, por lo que envía una carta de agradecimiento. Los padres de Chris envían una respuesta, luego ellos y Sam se reúnen con Jorge y Leslie.
La escena final muestra a Chris en la playa como en la escena inicial, y se revela que el yate que estaba viendo era el de Jorge y Leslie, con Sam y sus padres en él.

## Elenco
- Jacob Elordi como Christopher "Chris" Gregory [2]
- Tiera Skovbye como Samantha "Sam" Peters [2]
- Adán Canto como Jorge Bolívar [3]
- Radha Mitchell como Leslie Bolivar [3]

## Lanzamiento
Freestyle Releasing adquirió los derechos de distribución de la película en junio de 2020.  La película estaba originalmente programada para estrenarse el 11 de septiembre de 2020, pero debido a la pandemia de COVID-19 se pospuso al 16 de octubre de 2020. 

## Recepción

### Taquilla
En su primer fin de semana, 2 Hearts recaudó $565,000 en 1,683 salas de cine.  Luego recaudó $313,010 en su segundo fin de semana. 

### Respuesta de la crítica
En el agregador de reseñas Rotten Tomatoes, la película tiene un índice de aprobación del 17% basado en 29 reseñas, con una calificación promedio de 4.4/10 . El consenso de los críticos del sitio web dice: "Su entorno pintoresco es tan agradable como sus nobles intenciones, pero este melodrama empalagoso demuestra que dos corazones no son necesariamente mejores que uno".  En Metacritic, tiene una puntuación media ponderada de 29 sobre 100, basada en seis críticos, lo que indica "críticas generalmente desfavorables".  El público encuestado por CinemaScore le dio a la película una calificación promedio de "B" en una escala de A+ a F. 